# イエス之御霊教会

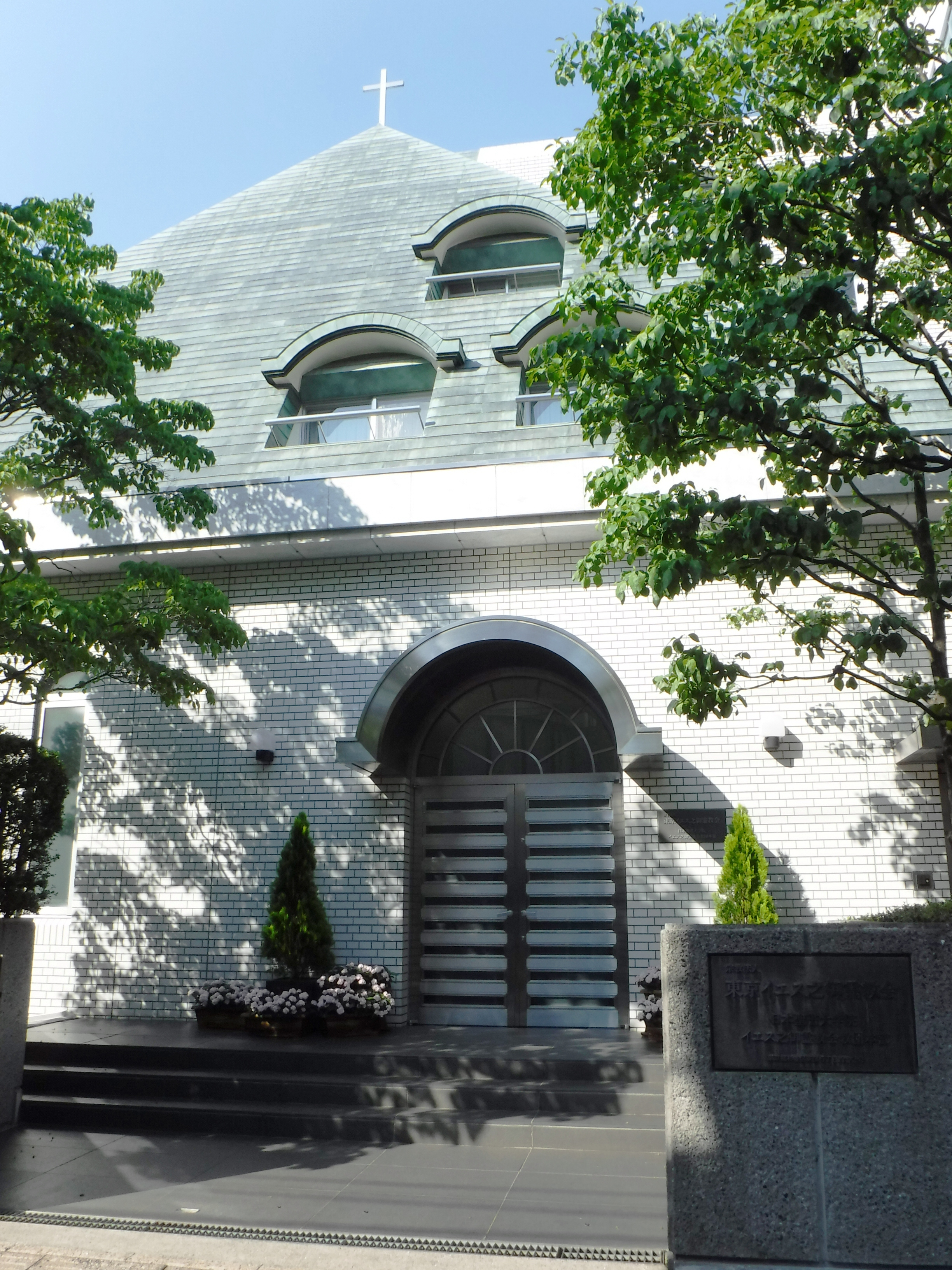
イエス之御霊教会教団本部・東京イエス之御霊教会

イエス之御霊教会教団（イエスのみたまきょうかいきょうだん）は、三戸富夫が代表を務める日本の宗教法人である。
村井ジュンによって提唱されたキリスト教系宗教組織で1941年（昭和16年）11月17日に独立認可された。自らカトリックでもプロテスタントでもないとし、1世紀当時の初代教会と同じ信仰であると主張している。宗教学上の分類では新宗教の流れに分類される。1990年代の調べによると、世界規模での信徒は約42万人。

## 教理
- 聖書は神の言
- 真の神の名はイエス
- 真の神は主イエス・キリスト
- 人は主イエス・キリストを救主と信じバプテスマを受けて救われる
- バプテスマ、洗足、聖餐の３聖典を行う
- 聖霊のバプテスマ
- 土曜安息日を本来の聖書通り聖日として憶える
- 洗礼は全身浸礼、イエスの名によって施す
- 死者の為のバプテスマ
- 聖餐は酵なし（聖書通り）パンと葡萄汁を用いパンは手でこれを裂く

### 教理的特徴
正統派と呼ばれる諸教派とは異なる教理的特徴がある。すなわちイエス・キリストは三位一体の子の位格であるという教理ではなく、イエス・キリストが全能の神の本質であり、キリストの中にこそ父、子、聖霊の三つの位格が存在すると説く。
これは3世紀に異端として排斥されたサベリウス主義とほぼ同一の神学であると見る説もあるが、イエス・キリストの人間性即ち「人なるキリスト」として子の位格を認めている点でサベリウス主義とは異なる。三位についてはそれぞれ父、子、聖霊の位格であるという点では正統派諸教派と差異はない。特徴的といえるのが一体についての理解である。一体の部分のそれが何であるかを明確にしない限り礼拝の対象が定まらず正しい神観が得られないとし、即ちイエス・キリストがそれであると明確に示す。言葉を変えて言うなら唯一の神の中に父、子、聖霊の三つの位格が存在すると説く三位一体論と比較して、唯一のイエス・キリストの中にこそ父、子、聖霊の三つの位格が存在していると説く点に教理的違いがある。
歴史的に見れば唯一神教という枠の中でイエス・キリストの神性を説こうとして、数々の経緯を辿って神の定義を確立させながら成立して来たともとれる三位一体論に対し、この教団の教理は神の本質がイエス・キリストである事を説こうとする逆説的方向から唯一神教とイエス・キリストの神性を成立させようとしたと見る事も出来る。しかし初代教会由来の伝統的教義を今も受け継ぐ現代教会に於いては、これを三位一体論の一つの類型と見なす教派は少ないようである。

### 安息日礼拝
また、ユダヤ教と同じく週の7番目の日として土曜日を安息日とし、この日に正式な礼拝を行う。土曜日は参加できない信者も多いため、日曜日も「聖会」と称しほぼ同様の形式での礼拝が行われている。ユダヤ教の土曜安息日との大きな違いは、ユダヤ教の場合戒律として厳格に礼拝を守っているのに対し、この教会は神の恩寵として神の恵みに与るべく礼拝を行っている。つまりユダヤ教では礼拝を欠けば罪を犯すことになるが、この教会ではそうではなくただ神の恵みを受けたいが為に礼拝を行うと説く。よって礼拝への参加は信徒各自の自由意志による。

### 他の教派に対して
カトリックの教えの中には偶像教（古代バビロニアの宗教）から取り入れたものもありその部分に対しては淫婦的行為で呪われるべきだと譴責し、プロテスタントは聖書を広く普及した功績があるとしながらも精神性を重んじるあまり肝心な霊性を失い生温くなり吐き出される教会にあると警告しているが、同時に同じくキリストを信じる彼らの為に祈る様教えている。キリスト教の他の教派や他宗教に対し排他的だとの評価もあるが、牧師と信徒では大分異なり信徒レベルではむしろ寛容とも思える程抵抗なく他教派や他宗教の人々と交流をしている。牧師は先の神観を一様に固く守ってはいるが他教派との交流を閉ざしている訳ではなく、対応は個人によってまちまちである。

## 教会政治・財政
カトリック教会の監督制に類似する監督政治を教団全体として保っている一方で、教団を構成している各教会は牧師一任主義として牧師が全権を所有しており、教団監督であっても各教会の牧会には干渉出来ないとする。このため牧会に関するある一教会の方針が教団の方針とは必ずしも関係が無く、むしろ各牧師の違いによる教会ごとの個性が多様化しやすい傾向にあり教団の全体像が一般人には情報として把握しづらくなっている。つまりそこで行われている事が単なる一教会だけの方針に過ぎない場合が多くそれによって教団全体が誤解を受け易い面があり、各教会が牧会上独立しているこのシステムの特徴とも言える。またそれが理由で教団を離脱した教会もある。財政面では教団からの給与は一切無く、また各教会は他に財政的援助を乞ない原則の下でそれぞれが自立して独立運営されている。

## 単立教会
宗教法人「イエス之御霊教会教団」に属している教会と、教理を同じくしながらも種々の理由から（特に教会政治的理由から）教団側と対立し、教団を離脱した単立の教会もあるがそのほとんどが離脱後も名称を変更する事なく「イエス之御霊教会」を名乗っているので両者を見分ける為には牧師への確認が必要である。教団を離脱し単立の教会となった者の中には山陽イエス之御霊教会、上尾イエス之御霊教会、伊豆イエス之御霊教会、西日本イエス之御霊教会、若松イエス之御霊教会などがある。

### 教団から離脱した教会
- 上尾イエス之御霊教会 - ウェイバックマシン（2019年1月1日アーカイブ分）
- 伊豆イエス之御霊教会
- 山陽イエス之御霊教会